# Suárez (Málaga)
Suárez es un barrio perteneciente al distrito Bailén-Miraflores de la ciudad andaluza de Málaga, España.
Según la delimitación oficial del ayuntamiento, limita al norte con los barrios de Tejar de Salyt, Miraflores de los Ángeles y Parque Victoria Eugenia; al este, con los barrios de Victoria Eugenia, La Bresca, Camino de Suárez y Haza del Campillo; al sur, con Gamarra y Los Castillejos; y al oeste con Pavero.
El nombre del barrio, así como el de los barrios de Camino de Suárez y Granja Suárez, no proviene del apellido Suárez, sino del apellido Swerts, nombre de una familia de origen belga que se asentó en la zona en el siglo XVII para dedicarse a la cría de cabras y vacas. En el siglo XIX, fue transformado en Suárez, debido a la dificultad de los hispanohablantes para pronunciar el nombre correcto.

## Transporte
En autobús queda conectado mediante las siguientes líneas de la EMT: 
| Línea | Trayecto                                                       | Recorrido | Frecuencia    |
| ----- | -------------------------------------------------------------- | --------- | ------------- |
| C1    | Circular 1                                                     | Recorrido | 12 minutos    |
| C2    | Circular 2                                                     | Recorrido | 11-12 minutos |
| C6    | La Milagrosa - Circular 6                                      | Recorrido | 50 minutos    |
| 7     | Parque Litoral - Alameda Principal - Miraflores de los Ángeles | Recorrido | 10-11 minutos |

Linea 15: Dirección Virreina parada más próxima Los Remedios- Carlos de Haya 15 0 20 minutos andando.
Metro de Málaga:Linea 2 dirección Andalucía Tech Destino Carranque ha 20 o 25 minutos.

## Clima
El clima de Suárez es el más cálido de la ciudad de Málaga. Mientras en invierno puede hacer en Ciudad Jardín una temperatura de 4 °C, en Suárez puede hacer 8 °C.